# Klever Union

Wappen der Herzöge von Jülich-Kleve-Berg (vor 1543) – oben: Wappenfelder der Herzogtümer Jülich, Geldern, Kleve und Berg – unten: Wappenfelder der Grafschaften Mark, Zutphen und Ravensberg

Die Klever Union bezeichnet ein Heiratsprojekt der herzoglichen Häuser Jülich-Berg und Kleve-Mark, das durch die Kinderverlobung zwischen der fünfjährigen Erbtochter Maria von Jülich-Berg und dem sechsjährigen Erbprinzen Johann von Kleve-Mark auf Schloss Burg im heutigen Solingen am 25. November 1496 angebahnt und durch deren Heirat am 1. Oktober 1510 in Düsseldorf verwirklicht wurde. Diese Ehe und der ihr zugrunde liegende Vertrag von 1496 führten mit dem Tod des Herzogs Johann II. von Kleve-Mark am 15. März 1521 die bis 1609 währende Personalunion der Herzogtümer von Jülich-Berg mit Kleve-Mark zu den Herzogtümern Jülich-Kleve-Berg herbei. Der Erbe, Johann III. von Kleve-Mark, bereits seit dem Tod Wilhelms von Jülich-Berg am 6. September 1511 Herrscher von Jülich-Berg, nun Johann von Jülich-Kleve-Berg, stieg dadurch zu einem mächtigen Reichsfürsten im Heiligen Römischen Reich auf.   

## Geschichte

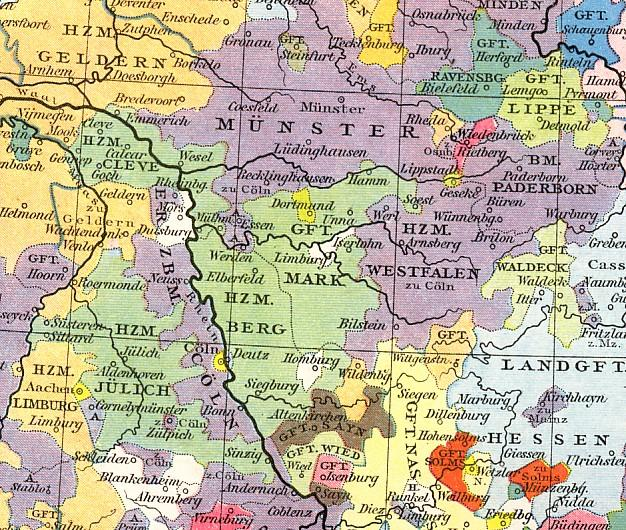
Lage der Territorien von Jülich, Berg und Ravensberg, Kleve und Mark sowie Geldern

Wilhelm von Jülich-Berg hatte nach seiner ersten Ehe mit Elisabeth von Nassau-Saarbrücken (1459–1479) im Jahr 1481 Sibylle von Brandenburg geheiratet. Aus beiden Ehen ging kein männlicher Erbfolger hervor. Um den drohenden Heimfall seiner Länder, die ein Mannlehen waren, an den kaiserlichen Lehnsherrn zu umgehen, entschloss er sich, der einzigen Tochter aus seiner zweiten Ehe, der 1491 geborenen Maria, durch ein nach seinen dynastischen und politischen Vorstellungen arrangiertes Heiratsprojekt eine Zukunft als Herzogin in Jülich-Berg zu sichern. Obwohl Kaiser Friedrich III. mit Blick auf sein Engagement im Burgundischen Erbfolgekrieg die Nachfolge in Jülich-Berg 1485 dem Herzog Albrecht von Sachsen versprochen hatte und obwohl dieses Versprechen vom römisch-deutschen König Maximilian 1495 erneuert worden war, machte sich Wilhelm daran, seine Tochter als Erbtochter einzusetzen und eine für sein Land günstige eheliche Verbindung für sie zu suchen. Einen geeigneten Kandidaten fand er in Johann, dem 1490 geborenen Sohn seines klevisch-märkischen Nachbarn. Mit der Verbindung Jülich-Bergs und Kleve-Marks sollte ein mächtiger Territorialverbund am Niederrhein entstehen, dazu geeignet und bestimmt, die Gefahr einer habsburgisch-burgundischen Übermacht und Expansion im nordwestdeutschen Raum einzudämmen.
Ein erstes Sondierungsgespräch fand 1493 auf einem Feld zwischen dem bergischen Haus Angerort und dem klevischen Wanheim statt. Johann II. von Kleve-Mark und Wilhelm von Jülich-Berg waren jeweils mit dem Schiff dorthin gekommen, um Beratungen abzuhalten. Die einleitenden rechtlichen Schritte zur Klever Union erfolgten anschließend durch eine Erbeinung, die die Herzöge Wilhelm von Jülich-Berg und Johann II. von Kleve-Mark in einer Eheberedungsurkunde vom 25. November 1496 festhalten ließen. An die in den Blick genommene Ehe wurde die Erbfolge in allen Ländern beider Herrscher geknüpft, auch die Erbfolge in der mit Jülich-Berg verbundenen Grafschaft Ravensberg und der mit Kleve-Mark verbundenen Herrschaft Ravenstein. Marias Verlobter und künftiger Gemahl, Johann von Kleve-Mark, und ihre künftigen Nachkommen sollten alles erben. Um die Zustimmung der Stände ihrer Territorien zu dem Vertrag zu erhalten, wurde darin die Bestimmung aufgenommen, dass die Territorien von Jülich-Berg und Kleve-Mark unter Berücksichtigung alter Freiheiten wie bisher zu verwalten seien. Eine Realunion war somit ausgeschlossen. Die Erbvereinbarung wurde bei einem Treffen der Herzöge in Duisburg, das im Jahr der Kinderverlobung stattfand, erneut bekräftigt. Die am 25. November 1496 feierlich auf Schloss Burg zelebrierte Verlobung der Kinder beider Dynastien waren für die Höfe und den Adel beider Länder ein weiteres sichtbares Zeichen der Klever Union.
Ludwig XII., der König von Frankreich, versuchte mehrmals, insbesondere im Jahr 1507, die Verbindung von Jülich-Berg und Kleve-Mark zu sprengen. Hierzu sollte Karl von Egmond, der Herzog von Geldern, Maria von Jülich-Berg heiraten. Wilhelm von Jülich-Berg blieb jedoch vertragstreu. Durch ein Patent vom 4. Mai 1509 sicherte Kaiser Maximilian I. die Sukzession von Wilhelms Erbtochter Maria zu und so konnte im folgenden Jahre in Düsseldorf ihre Vermählung mit Johann von Kleve-Mark vollzogen werden.
Nachdem die Klever Union mit der Eheschließung am 1. Oktober 1510, mit dem Tod Wilhelms von Jülich-Berg am 6. September 1511 sowie mit dem Tod Johanns II. von Kleve-Mark am 15. März 1521 in der Personalunion seines Sohns Johann des Friedfertigen über alle Territorien von Jülich-Kleve-Berg vollends Realität geworden war und Johann dem Wunsch der Stände von Jülich-Berg gefolgt war, seinen Hof für gewöhnlich in Jülich-Berg zu halten, wurde es notwendig, der obersten klevischen Regierungsbehörde, dem Rat von Kleve-Mark, auf der Schwanenburg zu Kleve einen festen Sitz zu geben. Zuvor hatten die verschiedenen klevischen Herrscher nicht immer in Kleve residiert, sondern in verschiedenen Residenzen, beispielsweise auf der Burg Monterberg, Hof gehalten. Um die Verbindung mit dem nunmehr fest in Kleve angesiedelten Rat Kleve-Marks aufrechtzuerhalten, bestimmte Johann, dass ständig zwei klevisch-märkische Räte, bald „Quartierräte“ genannt, sich an seinem Hof in Jülich-Berg aufzuhalten haben. Noch bis 1535 forderten umgekehrt die klevischen Stände, dass ihr Herzog vor einer Abreise nach Jülich-Berg einen Statthalter benennen solle. Die Notwendigkeit, auch für Jülich-Berg eine feste Kanzlei einzurichten und  Regierungsbehörden zu stationieren, begünstigte den Ausbau Düsseldorfs zur Hauptstadt im 16. Jahrhundert ebenso wie die Bündelungs- und Leitungsfunktionen, die der Herzog von Jülich-Berg nach der Reichsexekutionsordnung für den Niederrheinisch-Westfälischen Reichskreis übernahm. 
Am 27. Januar 1538 schlossen sich das Herzogtum Geldern und die Grafschaft Zutphen der Personalunion von Jülich-Kleve-Berg an, indem deren Landstände ihren Herzog Karl zwangen, die Länder an Wilhelm von Jülich-Kleve-Berg abzutreten. Wenige Jahre später, nach dem Dritten Geldrischen Erbfolgekrieg, am 7. September 1543, musste Wilhelm im Vertrag von Venlo auf diese Gebiete zugunsten Kaiser Karls V. verzichten.  
Faktisch zerfiel die Personalunion von Jülich-Berg und Kleve-Mark am 25. März 1609, als der letzte Herrscher von Jülich-Kleve-Berg, Johann Wilhelm von Jülich-Kleve Berg, ohne Erben im Düsseldorfer Schloss verstarb und seine Länder dem Jülich-Klevischen Erbfolgestreit seiner Schwager und deren Söhne überließ. Gleichwohl pochten die jülich-bergischen Landstände in Auseinandersetzungen mit dem neuen Landesherrn Wolfgang Wilhelm von Pfalz-Neuburg, die sie um ihre hergebrachten Rechte führten, auf die seit 1496 bestehende Erbunion mit Kleve noch in den Jahren 1636 und 1647. Auch in der Rheinbundakte (1806) knüpfte man erkennbar an die Klever Union an, indem die rechtsrheinischen Teile des Herzogtums Kleve mit dem Herzogtum Berg unter der Herrschaft des Großherzogs Joachim Murat erneut vereinigt wurden, nunmehr jedoch in Personal- und Realunion.

## Künstlerische Rezeption

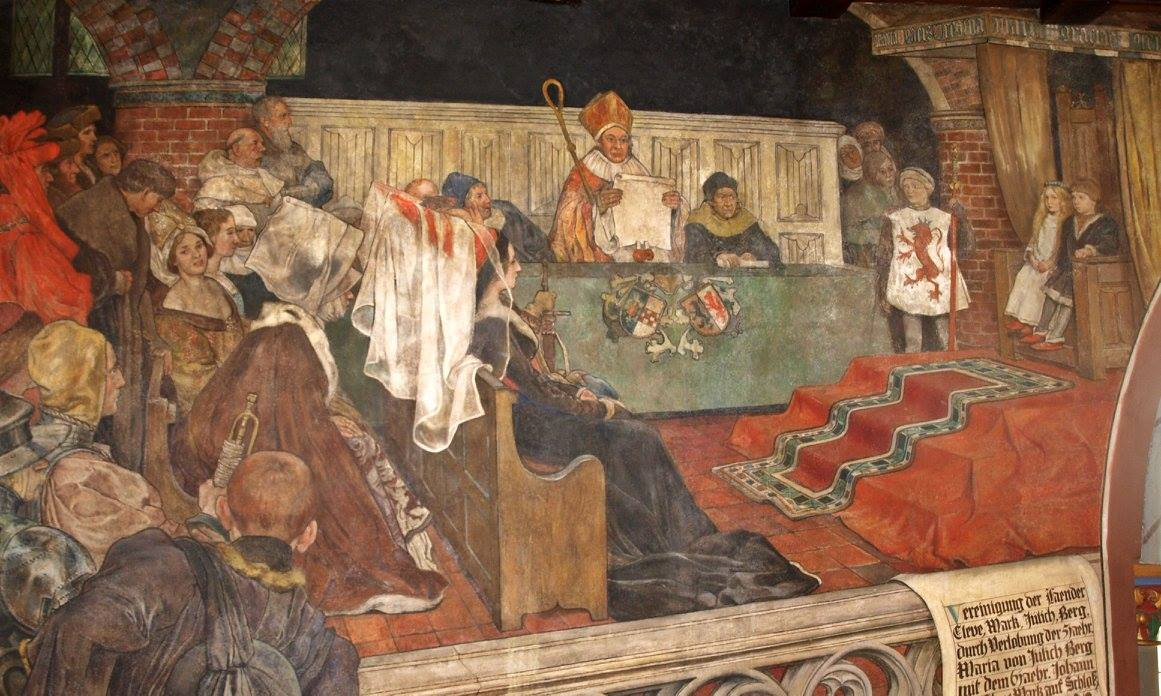
Claus Meyer: Die Kinderverlobung 1496, Wandgemälde von 1901/1902 im „Rittersaal“ von Schloss Burg

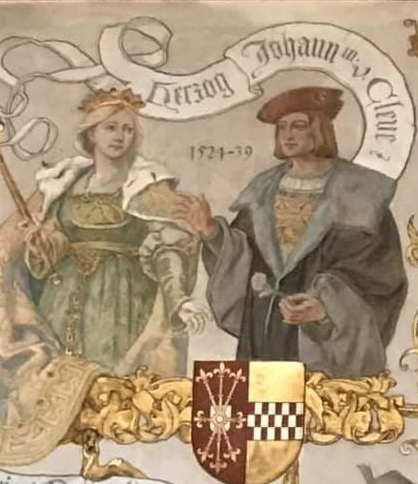
Adolf Schill, Johannes Osten: Historistische Darstellung von Maria und Johann von Jülich-Kleve-Berg im Stammbaum der bergischen Herrscher, Fresko in der „Ahnengalerie“ von Schloss Burg, 1906–1908

Die Akteure der Klever Union wurden im Rahmen des burgenromantischen Wiederaufbaus von Schloss Burg (1890–1914) in dem großformatigen Wandgemälde Die Kinderverlobung 1496 von dem Düsseldorfer Maler Claus Meyer historistisch nachempfunden. Der Maler brachte das Gemälde zwischen 1898 und 1903, vermutlich 1901/1902, als Fresko an prominenter Stelle in der Mitte des „Rittersaals“ der wiederhergestellten Burg an.
Zwischen 1906 und 1908 schufen der Düsseldorfer Maler Adolf Schill und sein Mitarbeiter Johannes Osten eine historistische Darstellung von Maria und Johann von Jülich-Kleve-Berg als Ehepaar im Stammbaum der bergischen Herrscher, einem Fresko in der „Ahnengalerie“ von Schloss Burg.